# İsa
İsa, die türkische Form von „Jesus“, ist ein türkischer männlicher Vorname hebräischer Herkunft.

## Namensträger

### Vorname
- İsa Akgöl (* 1989), türkischer Fußballspieler
- İsa Yusuf Alptekin (1901–1995), uigurischer Politiker
- İsa Ertürk (* 1955), türkischer Fußballspieler und -trainer
- İsa Qəmbər (* 1957), aserbaidschanischer Politiker

### Zwischenname
- Dionysios İsa Gürbüz (* 1962), türkischer syrisch-orthodoxer Bischof